# Ośrodek Zapasowy Artylerii Ciężkiej nr 4
Ośrodek Zapasowy Artylerii Ciężkiej nr 4 – oddział artylerii Wojska Polskiego II RP z okresu kampanii wrześniowej.
Ośrodek Zapasowy Artylerii Ciężkiej nr 4 nie występował w pokojowej organizacji Wojska Polskiego. Był jednostką formowaną zgodnie z planem mobilizacyjnym „W” w Pikulicach pod Przemyślem, w II rzucie mobilizacji powszechnej. Jednostką mobilizującą był 10 pułk artylerii ciężkiej.

## Historia i formowanie
W ramach mobilizacji powszechnej w jej II rzucie z kadry i nadwyżek rezerwistów 10 pułku artylerii ciężkiej i planowanego 6 pułku artylerii ciężkiej podjęto formowanie Ośrodka Zapasowego Artylerii Ciężkiej nr 4.  Ośrodek ten miał za zadanie przeszkolenie uzupełnień i formowanie baterii marszowych dla jednostek zmobilizowanych przez oba pułki ciężkiej artylerii;  6 pac, 2, 5, 11, 12, 22, 24, 60 dywizjonów artylerii ciężkiej. 
Etat OZAC nr 4 w/g planu mobilizacyjnego przewidywał w czasie X+5:
- dowództwo ośrodka,
- bateria łączności,
- 1 bateria armat 105 mm typ A
- 1 bateria haubic 155 mm typ A
- 2 bateria armat 105 mm typ B
- 2 bateria haubic 155 mm typ B[1].

Po zmobilizowaniu wszystkich oddziałów i pododdziałów przewidzianych planem mobilizacyjnym do dnia 6 września, z nadwyżek mobilizacyjnych 10 pac rozpoczęto mobilizację, plutonu marszowego 10 pac i OZAC nr 4. Dowództwem Ośrodka stawała się pozostała po mobilizacji oddziałów część dowództwa 10 pułku. Prowadzono w dalszym ciągu mobilizację rezerwistów, wozów konnych i koni. Rozpoczęto formowanie baterii z zasobów pozostałego w magazynach sprzętu, wyposażenia i broni. W fortach Przemyśla przejęto zmagazynowane dla potrzeb OZAC nr 4, armaty kal. 105 mm i haubice kal. 155 mm. Planowany termin ukończenia mobilizacji Ośrodka na 10 września, przyspieszono do dnia 8 września. Do Pikulic pod Przemyślem nie dotarł Oddział Zbierania Nadwyżek 6 pac ze Lwowa. Nie dotarły do Ośrodka wszystkie konie prowadzone przez Komisję Poboru Koni z Kańczugi, gdyż prowadzone konie zostały zaatakowane przez lotnictwo niemieckie i poniosły wysokie straty. Z uwagi na zagrożeniem atakiem oddziałów niemieckiego XVII KA Przemyśla, zgodnie z rozkazem dowództwa OK nr X i Armii „Małopolska” w dniu 8 września podjęto szereg działań organizacyjnych, w stosunku do będących na miejscu formacji wojskowych. Dowódca Ośrodka otrzymał rozkaz sformowania pododdziałów bojowych artylerii ciężkiej i podporządkowania się dowódcy obrony Przemyśla gen. bryg. Janowi Chmurowiczowi. Z tego względu rozpoczął z posiadanych zasobów, formować działony i baterie artylerii ciężkiej dla potrzeb obrony Przemyśla. Jednocześnie 9 września przewidując planowane rozwinięcie OZAC nr 4 w Brzeżanach wysłał tam grupę kwatermistrzowską Ośrodka z zadaniem przygotowania kwater i bytu, pod dowództwem mjr. Józefa Jareckiego i kpt. Piotra Szczęsnego. W skład grupy weszło 15 oficerów, 20 podchorążych, 30 podoficerów i ok. 70 kanonierów, wraz z ok. 20 wozami taborowymi. Celem podjęcia szkolenia rezerw oraz zapewnienia uzupełnień i ewakuacji pozostałego sprzętu kwatermistrzowskiego, 10 września wyszła z koszar w kierunku Brzeżan druga grupa ze składu OZAC nr 4 pod dowództwem mjr. Andrzeja Rzewuskiego i kpt. Józefa Czecha. W skład tej grupy wszedł oficer żywnościowy ppor. Stanisław Kwaśny, ok. 250 żołnierzy, z tego 80 umundurowanych, 150 koni z poboru i ok. 50 wozów taborowych z poboru. Uzbrojenie stanowiło ok. 60 kbk, 2 ckm (zużyte), 2 haubice kal. 155 mm bez uprzęży artyleryjskiej i amunicji.

## Działania bojowe we wrześniu 1939 r.

### Grupa artylerii ciężkiej OZAC nr 4 płk. Jana Bokszczanina
W koszarach w Pikulicach koło Przemyśla znalazła się większa część Ośrodka, która formowała z posiadach zasobów działony i improwizowane baterie bojowe OZAC nr 4, pod dowództwem płk. Jana Bokszczanina. Sformowano 5 baterii artylerii ciężkiej o różnych stanach dział od 2 do 4 szt.. Na Zasaniu na pozycji wysuniętej na północnym brzegu Sanu, na odcinku od zakola Sanu pod Ostrowem przez Lipownicę i Winną Górę do zakola Sanu pod Buszkowicami wraz z batalionami pułku improwizowanego z Ośrodka Zapasowego 24 DP i batalionu marszowego 38 pp pod dowództwem ppłk. Jana Matuszaka ulokowano baterie armat 105 mm, podzielone na działony. Baterie armat kal. 105 mm wz.1913 Schneider podzielone na działony zajęły stanowiska przy szosach i drogach wlotowych do Przemyśla, w miarę możliwości wykorzystując umocnienia z poprzedniej wojny. Wzmocniły I rzut obrony batalionów piechoty. Bataliony na Zasaniu wsparło 8 lub 7 armat kal. 105 mm jako artyleria bezpośredniego wsparcia i przeciwpancerna. Utworzono też grupę artylerii ogólnego działania pod dowództwem płk. Jana Bokszczanina ze stanowiskami na Zniesieniu w obrębie fortu nr XVI w składzie: 50 dywizjonu artylerii lekkiej (bez 1 baterii, która zajmowała stanowiska w II rzucie obrony piechoty), 3 baterii haubic kal. 155 mm wz. 1917 pod dowództwem ogn. pchor. Waleriana Bilińskiego i być może jeszcze innych baterii wystawionych przez OZAC nr 4. Bateria haubic jak i inne baterie zajęły stanowiska ogniowe obok „Kopca Tatarskiego” w forcie nr XVI. Zadaniem baterii było zamknięcie ogniem szos Dubieniecko-Przemyśl i Radymno-Przemyśl. Czasowo do nocy 10/11 września płk. Janowi Bokszczaninowi podlegał I dywizjon armat kal. 105 wz. 1929 mjr. Czesława Leśnikowskiego. Spod rozkazów płk Bokszczanina wycofano w ślad za I dywizjonem 5 pac, również 50 dal, oba podporządkowano 38 Dywizji Piechoty. O działaniach artylerii ciężkiej w obronie Przemyśla niewiele wiadomo. Niewątpliwie baterie OZAC nr 4 brały udział w odparciu dwóch niemieckich natarć na miasto. 11 września w południe z kierunku Radymno, Żurawica nadjechały niemieckie czołgi, które celnym ostrzałem baterii ciężkich ogólnego działania ze składu OZAC nr 4 umiejscowionych na Zniesieniu, zostały odparte. 12 i 13 września toczyły się walki na przedpolu Przemyśla dywizji i oddziałów Grupy Operacyjnej „Południowa” gen. bryg. Kazimierza Łukoskiego. Jedynie rano 13 września artyleria ogólnego działania z baterii artylerii ciężkiej ze Zniesienia prowadziły ostrzał oddziałów niemieckiej 7 DP w rejonie Pikulic, które nadeszły od strony Niżankowic. Tego dnia po południu za pomocą improwizowanych zaprzęgów ze Zniesienia została wycofana artyleria ciężka grupy ogólnego działania. Nie jest pewne czy do grupy płk Bokszczanina dołączyły pozostałe baterie ciężkie. Podczas walk o miasto 3 bateria haubic ogn. pchor. Bilińskiego wspierała 103 batalion wartowniczy kpt. Baumana. Grupa artylerii ciężkiej podjęła marsz do Mościsk pod osłoną kompanii piechoty z załogi Przemyśla. Ciężkie działa ciągnęły zaimprowizowane zaprzęgi składające się z 3 lub 2 par koni o słabej kondycji, zamiast przepisowych 8 koni typu AC. Wycofana w dzień kolumna bez żadnej osłony przeciwlotniczej została zaatakowana pod Szechyniami przez samoloty niemieckie i silnie zbombardowana. W wyniku nalotu straciła ok. 60 żołnierzy poległych i rannych, utraciła 50% koni, część amunicji i sprzętu. Pomimo ukrycia się w lesie, następny nalot zadał dalsze straty osobowe i w sprzęcie. Po przywróceniu porządku grupa artylerii ciężkiej płk. Bokszczanina poprzez Mościska dotarła do Sądowej Wiszni, gdzie dołączyła do 38 DP rez. Podczas nocnego marszu 13/14 września kolumna grupy artylerii była ostrzeliwana przez niemiecką artylerię i kilkakrotnie przez niemiecką broń maszynową. W ciągu następnych dni baterie artylerii ciężkiej grupy płk. Bokszczanina z OZAC nr 4 uczestniczyły w walkach w rejonie Sądowej Wiszni. Podczas walk grupa znalazła się pod silnym ogniem artylerii niemieckiej, z tego względu musiała wycofać się ze stanowisk ogniowych i wycofać się w kierunku Gródka Jagiellońskiego. Z nowych stanowisk ogniowych prowadziła ostrzał oddziałów niemieckich. Ponownie wykonano marsz i zajęto stanowiska ogniowe w rejonie Sądowej Wiszni, gdzie ponownie wspierano walkę własnej piechoty, ostrzałem ciężkich dział. W trakcie walk wystrzelano całą posiadaną amunicję, konie były poodparzane, i całkowicie wyczerpane. Obsługi dział były niekompletne. 17 września we wsi Dmytrowice koło Sądowej Wiszni na rozkaz płk. Jana Bokszczanina zniszczono wszystkie posiadane działa i sprzęt. Żołnierze otrzymali rozkaz przebijania się w szyku pieszym do lasów Janowskich. Duża część żołnierzy, w tym oficerów dostała się do niewoli sowieckiej.                                      

### Grupa OZAC nr 4 mjr. Józefa Jareckiego
9 września przed zmrokiem z koszar w Pikulicach wymaszerowała do Brzeżan grupa Ośrodka z zadaniem przygotowania kwater i bytu, pod dowództwem mjr. Józefa Jareckiego i kpt. Piotra Szczęsnego. W skład grupy weszło 15 oficerów, 20 podchorążych, 30 podoficerów i ok. 70 kanonierów, wraz z ok. 20 wozami taborowymi. Marsz ze względu na ataki lotnictwa niemieckiego odbywał się głównie nocami. Do Brzeżan grupa dotarła 16 września. Następnego dnia w związku z agresją sowiecką, grupa trzymała rozkaz marszu do Kołomyi. Rejon Kołomyi grupa osiągnęła 19 września, po stwierdzeniu, że miasto zostało zajęte przez oddział sowiecki grupa mjr Jareckiego podjęła marsz w kierunku Stanisławowa. 20 września rano sowiecki oddział pancerno-motorowy, wziął grupę do niewoli.  

### Grupa OZAC nr 4 mjr. Andrzeja Rzewuskiego i kpt. Józefa Czecha
10 września o godz. 11.00 wyszła z koszar w kierunku Brzeżan druga grupa ze składu OZAC nr 4 pod dowództwem mjr. Andrzeja Rzewuskiego i kpt. Józefa Czecha. W skład tej grupy wszedł oficer żywnościowy ppor. rez. Stanisław Kwaśny, ok. 250 żołnierzy, z tego 80 umundurowanych, 150 koni z poboru i ok. 50 wozów taborowych z poboru. Uzbrojenie stanowiło ok. 60 kbk, 2 ckm (zużyte), 2 haubice kal. 155 mm bez uprzęży artyleryjskiej. Grupa maszerowała przez Hermanowice w kierunku Sambora. Kontynuowano dalszy marsz w nocy 10/11 września. Rano 11 września grupa zatrzymała się w lesie prawdopodobnie za wsią Wojutycze na dzienny postój. Mjr Andrzej Rzewuski z ppor. rez. Stanisławem Kwaśnym odjechali do Sambora po pieniądze i ewentualnie rozkazy. Dowodzenie oddziałem otrzymał kpt. Józef Czech. 11 września po zmroku grupa podjęła dalszy marsz. Po ustaleniu, że Sambor został zajęty przez niemieckie oddziały, a droga do Sambora jest odcięta, podjęto marsz do miejscowości Rudki, obchodząc Sambor od północy. 12 września ok. godz. 7.00 oddział dowodzony przez kpt. Czecha przybył do miasteczku Rudki i zatrzymał się na postój w parku na przedmieściu. O godz. 9.30 postój grupy został rozpoznany przez niemiecki samolot obserwacyjny. Od strony szosy Sambor-Rudki pojawiły się patrole niemieckich motocyklistów. Kolumna zmotoryzowana przejechała w kierunku Lwowa. Grupa zajęła obronę i ostrzelała część niemieckiej kolumny zmotoryzowanej. Grupa kpt. Józefa Czecha podjęła walkę, oddział niemiecki wprowadził do walki moździerze, armaty ppanc. i broń maszynową. W trakcie walki oddział niemiecki osłaniał swoje natarcie jeńcami z grupy kpt. Czecha, a także podpalił zabudowania na przedmieściu miasta. Gdy skończyła się amunicja i oddział został z trzech stron otoczony, wieczorem część żołnierzy wycofała się, a większość dostała się do niemieckiej niewoli. Poległo 7 żołnierzy, a 16 zostało rannych, w tym ciężko ranny kpt. Józef Czech. Do Lwowa przedarł się z większą grupą żołnierzy ppor. rez. Franciszek Surowiak. Część podążyła na południe ku granicy rumuńskiej lub węgierskiej. W Kołomyi do OZAC nr 3 włączono grupę artylerzystów z OZAC nr 4 z Przemyśla.        

## Obsada personalna OZAC nr 4
Dowództwo ośrodka
- dowódca - płk Jan Bokszczanin
- I zastępca - mjr Andrzej Rzewuski
- II zastępca (kwatermistrz) - mjr Józef Jarecki